# George van Rossem
George van Rossem (La Haia, 30 de maig de 1882 - Wassenaar, 14 de gener de 1955) va ser un tirador neerlandès que va competir durant el primer quart del segle xx. Va prendre part en quatre edicions dels Jocs Olímpics, en les quals guanyà una medalla de plata i tres de bronze.<
El 1906 va prendre part en els Jocs Intercalats d'Atenes, on disputà quatre proves del programa d'esgrima. Guanya la medalla de plata en la prova de sabre individual tres tocats i la de bronze en la de sabre per equips. En les altres dues proves quedà eliminat en sèries.
El 1908, als Jocs de Londres, tingué un paper més discret, amb una cinquena posició en la prova de sabre per equips com a millor resultat. Fou novè en espasa per equips i quedà eliminat en sèries en les proves de sabre i espasa individual.
El 1912, als Jocs d'Estocolm va disputar tres proves i guanyà dues medalles de bronze: en espasa i sabre per equips, mentre en espasa individual quedà eliminat en sèries.
El 1920, un cop superada la Primera Guerra Mundial, disputà els quarts i darrers Jocs Olímpics, amb una setena posició en la prova d'espasa per equips.
Entre 1925 i 1928 fou president de la Federació Internacional d'Esgrima (FIE) i secretari genera del Comitè Organitzador dels Jocs Olímpics d'Amsterdam de 1928. Entre 1930 i 1946 fou secretari del Comitè Olímpic Neerlandès.